# Belarussische Fußballnationalmannschaft (U-21-Männer)
Die belarussische U-21-Fußballnationalmannschaft ist eine Auswahlmannschaft belarussischer Fußballspieler. Sie untersteht dem belarussischen Fußballverband Belaruskaja Federazyja Futbola und repräsentiert den Verband international auf U-21-Ebene, etwa in Freundschaftsspielen gegen die Auswahlmannschaften anderer nationaler Verbände oder bei Europameisterschaften des Kontinentalverbandes UEFA. Spielberechtigt sind Spieler, die ihr 21. Lebensjahr noch nicht vollendet haben und die belarussische Staatsangehörigkeit besitzen. Bei Turnieren ist das Alter beim ersten Qualifikationsspiel maßgeblich.
Bis zur Auflösung der Sowjetunion gehörte Belarus zur UdSSR. Daher nimmt die U-21-Mannschaft erst seit Sommer 1992 selbständig am Spielbetrieb teil.

## Turnierteilnahmen
Die belarussische U-21-Nationalmannschaft konnte sich bisher drei Mal für ein kontinentales Turnier der UEFA sportlich qualifizieren. Dies gelang erstmals beim Turnier 2004, insbesondere angetrieben durch die seinerzeitigen Deutschlandprofis Aljaksandr Hleb (VfB Stuttgart) und dessen Bruder Wjatschaslau Hleb (Hamburger SV). Größter Erfolg war die Halbfinalteilnahme gegen Spanien beim Turnier 2011, als die Mannschaft erst in der Verlängerung scheiterte und im anschließenden Play-off-Spiel für die Qualifikation für die Olympischen Sommerspiele 2012 Tschechien besiegte. Beim Olympiaturnier trat die belarussische U-23-Nationalmannschaft an.
- 1994: keine Teilnahme
- 1996: nicht qualifiziert
- 1998: nicht qualifiziert
- 2000: nicht qualifiziert
- 2002: nicht qualifiziert
- 2004: Gruppenphase
- 2006: nicht qualifiziert
- 2007: nicht qualifiziert
- 2009: Gruppenphase
- 2011: Halbfinale
- 2013: nicht qualifiziert
- 2015: nicht qualifiziert
- 2017: nicht qualifiziert
- 2019: nicht qualifiziert
- 2021: nicht qualifiziert
- 2023: nicht qualifiziert
- 2025: nicht qualifiziert